# Бахаревка (Пермский край)
Бахаревка — деревня в Пермском районе Пермского края. Входит в состав Фроловского сельского поселения.

## Географическое положение
Расположена примерно в 6 км к северо-западу от административного центра поселения, села Фролы, и в 10 км к югу от центра города Перми.

## Население
| 2008 | 2010 |
| ---- | ---- |
| 87   | ↘75  |

## Улицы[2]
- Аникеева ул.
- Баландина ул.
- Кусакина ул.
- Лесная ул.
- Речная ул.
- Солнечная ул.
- Школьная ул.

## Топографические карты
- Лист карты O-40-77 Юг. Масштаб: 1 : 100 000. Состояние местности на 1983 год. Издание 1985 г.